# پیر ژان روبیکه
پیر ژان روبیکه «فرانسوی: Pierre Jean Robiquet‎»؛ (۱۴ ژانویه ۱۷۸۰ - ۲۹ آوریل ۱۸۴۰) دانشمند شیمی‌دان اهل فرانسه بود. او کار بنیان‌گذاری در شناسایی اسیدهای آمینه و بلوک‌های اساسی ساختاری پروتئین‌ها را انجام داد.